# A.N.T. Farm
A.N.T. Farm is een Amerikaanse televisieserie van Walt Disney, oorspronkelijk uitgezonden van 6 mei 2011 tot en met 21 maart 2014 op Disney Channel. De serie telt drie seizoenen en werd geschreven door Dan Signer, die de reeks The Suite Life on Deck schreef.

## Geschiedenis
In Nederland en Vlaanderen ging de reeks op 13 januari 2012 van start; de serie wordt elke vrijdag om 18.00 uur in Nederlandstalige/Vlaamstalige nagesynchroniseerde versie uitgezonden, later om 19.55 uur wordt de originele ondertitelde versie uitgezonden. Op 23 december 2011 kwam de eerste aflevering op het scherm als voorvertoning.
Op 30 november 2011 werd meegedeeld dat de serie werd verlengd met een tweede seizoen. De productie begon op 13 februari 2012.
In de serie spelen China Anne McClain (Chyna), Sierra McCormick (Olivia) en Jake Short (Fletcher) drie middelbareschoolgangers in een speciaal programma op de lokale middelbare school Aanstormend NatuurTalent programma of A.N.T. programma. Ze hebben elk hun eigen talent. Chyna is heel muzikaal, Olivia is heel slim en Fletcher is goed in kunst. De serie speelt zich af in San Francisco.
In oktober 2012 werd A.N.T. Farm vernieuwd voor een derde seizoen. In dit seizoen verhuisde de reeks naar een internaat. Carlon Jeffrey speelde geen hoofdrol meer in dit seizoen.

## Rolverdeling

### Vaste personages
| Acteur/Actrice        | Personage                    | Status    |
| --------------------- | ---------------------------- | --------- |
| China Anne McClain    | Chyna Parks                  | 2011-2014 |
| Sierra McCormick      | Olive Daphne Doyle           | 2011-2014 |
| Jake Short            | Fletcher Pumpernickel Quimby | 2011-2014 |
| Stefanie Noelle Scott | Lexi Reed                    | 2011-2014 |
| Carlon Jeffery        | Cameron O. Parks             | 2011-2013 |

### Regelmatig terugkerende personages
| Acteur/Actrice   | Personage           | Status    |
| ---------------- | ------------------- | --------- |
| Aedin Mincks     | Angus Chestnut      | 2011-2014 |
| Allie DeBerry    | Paisley Houndstooth | 2011-2013 |
| Mindy Sterling   | Susan Skidmore      | 2011-2013 |
| Finesse Mitchell | Darryl Parks        | 2011-2013 |
| Zach Steel       | Gibson              | 2011-2012 |
| Christian Campos | Wacky the Wolf      | 2011-2012 |
| Elise Neal       | Roxanne Parks       | 2011      |

## Afleveringen
| Seizoen | Afleveringen | Uitgezonden | Uitgezonden                                                            |
| Seizoen | Afleveringen | Seizoenspremiere | Seizoensfinale                                                         |
| ------- | ------------ | --- | ---------------------------------------------------------------------- |
| 1       | 25           | 6 mei 2011 (Disney Channel US) 23 december 2011(Disney Channel NL + VL - Voorvertoning) 13 januari 2012 (Disney Channel NL + VL) | 13 april 2012 (Disney Channel US) 22 juni 2012(Disney Channel NL + VL) |
| 2       | 20           | 1 juni 2012 (Disney Channel US) 7 december 2012 (Disney Channel NL + VL)                                                         | 26 april 2013                                                          |
| 3       | 17           | juni 2013 (Disney Channel US) 8 november 2013 (Disney Channel NL + VL)                                                           | 21 maart 2014                                                          |

## Soundtrack
Er werd ook een soundtrack uitgebracht met nummers ingezongen door China Anne McClain, Stefanie Scott en Carlon Jeffery. Nummers uit de reeks als Dynamite, Unstoppable en Calling All The Monsters staan hierop.
1. "Exceptional" uitgevoerd door "China Anne McClain"
2. "Dynamite" uitgevoerd door "China Anne McClain"1
3. "Calling All The Monsters" uitgevoerd door "China Anne McClain"
4. "Unstoppable" uitgevoerd door "China Anne McClain"
5. "Beautiful" uitgevoerd door "China Anne McClain"2
6. "My Crush" uitgevoerd door "China Anne McClain"
7. "Pose" uitgevoerd door "Stefanie Scott"3
8. "Summertime" uitgevoerd door "Carlon Jeffery"
9. "Perfect Mistake" uitgevoerd door "The McClain Sisters"
10. "Electronic Apology" uitgevoerd door "The McClain Sisters"

- 1 Cover van Taio Cruz
- 2 Cover van Christina Aguilera
- 3 Gebruikt in Disney Channel Original Movie: Frenemies

## Nederlandstalige Stemmen
- Chyna - Tara Hetharia
- Olive - Anne Zwaan
- Fletcher - Felix Maeschalck
- Lexi - Maja Van Honsté
- Cameron - Jimmy Lange
- Gibson - Pepijn Caudron
- Angus - Noa Bosch
- Paisley - Priscilla Knetemann
- Darryl - Alexander Lamur